# Adriana Johanna Haanen

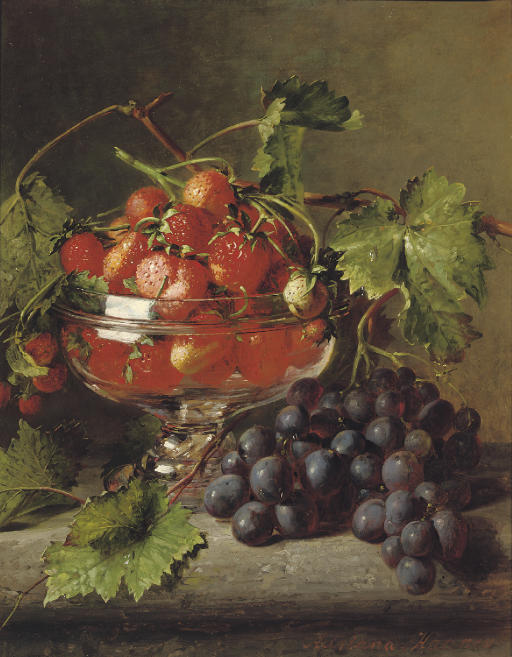
Fresas en un bol con un ramo de uvas

Adriana Johanna Haanen (14 de junio de 1814 – 8 de octubre de 1895) fue una pintora neerlandesa.

## Biografía
Adriana Johanna Haanen nació en Oosterhout el año 1814. Fue hija del artista Casparis Haanen y hermana de los pintores George Gillis Haanen, Elisabeth Alida Haanen, y Remigius Adrianus Haanen. Fue la tía del pintor Cecil van Haanen y maestra de las pintoras Anna Abrahams y Christina Alida Blijdenstein.
Haanen es conocida por sus pinturas de fruta y flores, falleció en Oosterbeek en 1895.